# Prochromadora spitzbergensis
Prochromadora spitzbergensis är en rundmaskart som beskrevs av Gerlach 1965. Prochromadora spitzbergensis ingår i släktet Prochromadora och familjen Chromadoridae. Inga underarter finns listade i Catalogue of Life.